# کمپو ورده
کمپو ورده (به پرتغالی: Campo Verde) یک منطقهٔ مسکونی در برزیل است که در ماتو گروسو واقع شده‌است. کمپو ورده ۴۵٬۷۴۰ نفر جمعیت دارد.